# シオドア・スタージョン
シオドア・スタージョン（Theodore Sturgeon, 1918年2月26日 -  1985年5月8日）は、アメリカ合衆国のSF作家。スタージョン（Sturgeon）とはチョウザメのことであるが、本名である。
独特なリズムを持った文体を操り、散文を詩のように書いた作家。「SFの90%はクズである。ただし、あらゆるものの90%はクズである」という「スタージョンの法則」でも知られる。

## 経歴
ニューヨーク州スタテンアイランドにて1918年に生まれる。出生時の名はエドワード・ハミルトン・ウォルドー (Edward Hamilton Waldo)。父はペンキ業者、母は教師。父親はエドワードの幼少時に別居し、のちに離婚。母の再婚により、義父方の姓であるスタージョンに改姓。この際にファースト・ネームも改名し、シオドア・ハミルトン・スタージョン (Theodore Hamilton Sturgeon) となる。このため時に「シオドア・スタージョン」がペンネームだと誤解されることがあるが、本名である。
サーカスの空中ブランコ乗りにあこがれるが、リューマチ熱の病後の心臓肥大により断念する。船員生活をへて創作をはじめる。1938年、SFやファンタジーではない作品を "McClure Syndicate" に売ったのが作家デビューとなった。翌年、『アスタウンディング』誌に "Ether Breather" が掲載され、SF作家としてデビューした。当初はSF短編を主に書き、『アンノウン』誌や『アスタウンディング』誌といったSF専門誌に主に掲載されていたが、時には『アーゴシー・マガジン』のような一般大衆誌に掲載されることもあった。『アスタウンディング』誌の同じ号に2作品が掲載されたことがあり、ペンネームとしてE・ウォルドー・ハンターという名前を使った。初期作品の一部にはシオドア・H・スタージョンという名前を使っていた。
スタージョンは『宇宙大作戦』のエピソード「おかしなおかしな遊園惑星」と「バルカン星人の秘密」の脚本も書いている。後者のエピソードでは、初めて「ポンファー」というバルカン人の発情期のようなものが描かれ、「長寿と繁栄を」という挨拶と手のしぐさ（バルカン・サリュート）も初めて描かれた。他にもスタートレックの脚本を書いているが、エピソードとして採用されなかった。他にもいくつかのテレビ番組の脚本を書いており、1985年の『トワイライトゾーン』には2本の短編（「孤独の円盤」と「昨日は月曜日だった」）が採用されている。1944年の中編「殺人ブルドーザー」は1970年代にテレビ映画化され、マーベル・コミックで漫画化され、原題の "Killdozer" をバンド名にするロックバンドも登場した。
1950年代の絶頂期にはSFアンソロジーに選ばれる常連作家となっており、評論家の受けもよかったが（John Clute は The Encyclopedia of Science Fiction の中で「彼のハーラン・エリスンやサミュエル・R・ディレイニーといった作家への影響は明らかで、第二次大戦後のアメリカSFに強力で解放的な影響を及ぼした」と記している）、一般にはあまり人気は高くなく、賞もあまり受賞できなかった（SF関連の賞が創設される前に絶頂期が終わっていたという点は考慮しなければならない）。レイ・ブラッドベリも影響を受けた作家としてスタージョンを上げている。カート・ヴォネガットの作ったキャラクターであるキルゴア・トラウトはシオドア・スタージョンをモデルにしている。
1985年、肺繊維症をわずらい、オレゴン州ユージーンで亡くなった。亡くなる数年前からユージーン近郊のスプリングフィールドに住んでいた。

## 作風
孤独や愛をテーマとする作品が多い一方で、きわめて奇妙な発想や病的な精神を扱うのが得意な作家であり、これらを混ぜ合わせた作品群は「魔術的」「キャビアの味」（そもそもSturgeonには「チョウザメ」の意味がある）とも評される。彼の第3短篇集も Caviar と名づけられた。
『ヴィーナス・プラス・X』は、ジェンダーSFの先駆的名作ともいわれる。
短篇の名手としても名高く、『孤独の円盤』『考え方』『ゆるやかな彫刻』など、多数の傑作を書き上げた。1987年には、最優秀SF短篇に与えられる賞としてシオドア・スタージョン記念賞が発足した。

## 代筆問題
スタージョンはエラリー・クイーン名義のミステリー『盤面の敵』（1963年）をゴーストライターとして書いている（フレデリック・ダネイのプロットを基に執筆。ダネイのプロットを基に小説を書いてきたマンフレッド・リーの代役であった）。
この小説は高く評価された。ミステリ作家にして評論家のH・R・F・キーティング（H.R.F. Keating）はこれがスタージョンの作であることを知り、「私は 『海外ミステリ名作100選』（Crime and Mystery: the 100 Best Books）を書き上げたばかりで、その中で『盤面の敵』をクイーンの作品として疑いもなく言及していた」と記している。同様に、MWA賞受賞作家であるウィリアム・L・デアンドリア（William DeAndrea）は、雑誌 Armchair Detective の記事で好きなミステリー10冊を挙げているが、その中に『盤面の敵』が入っていた。彼はこの作品で人生が変わり、熱心なミステリーファンとなって、最終的に作家になったことを告白し、同作品を最大級に褒め称えている。
評論家の野崎六助、その著書『北米探偵小説論』において、「（この本が）最初からスタージョン名義で刊行されていたら、おそくら冒頭の章を読むだけで、結末の見当はついてしまったことだろう」と書いた。
作家の法月綸太郎は、『盤面の敵』は単なる代作ではなく、「孤独な魂に送られてくるメッセージ」というスタージョン的なモチーフが利用されており、特にスタージョンの自身の短編「隔離」（『SFベスト・オブ・ザ・ベスト』（上）に収録）の影響が強いと論じている。

## 評価

### アメリカ
死後、再評価が進み、ポール・ウィリアムズ編集による全短篇を収録した『スタージョン短篇全集』（The Complete Short Stories of Theodore Sturgeon）が刊行された。

### 日本
日本へ海外SFが紹介された初期には、レイ・ブラッドベリとともに「F派（文学派）」の代表として人気作家となる（対義語は「S派（科学派）」）。だが、後に、ほぼ全ての作品が入手困難になり、またブラッドベリほど分かり易くはなかったこともあって、長らくマニアックな作家という評価がなされてきた。
2003年、大森望と若島正がそれぞれ編集した短篇集『不思議のひと触れ』と『海を失った男』が刊行され、時代の制約を超えた作風が話題となった。スタージョン・ブームの再来といえる。さらに、2005年には『ヴィーナス・プラスX』と、ミステリ寄りの短篇集『輝く断片』が刊行され、長らく品切れ状態にあった『一角獣・多角獣』が再刊された。2007年には若島正編集の『［ウィジェット］と［ワジェット］とボフ』も刊行された。

## エピソード
1970年代に女性SF作家が台頭しはじめた頃、スタージョンが「最近の新人作家でこれだ、と思うのは女性作家ばかり。例外はジェイムズ・ティプトリー・Jr.くらいだ」と発言したのは有名（ジェイムズ・ティプトリー・Jrは女性であるが、当時は性別を明かしておらず、名前が男性名なため男性であると思われていた）。
スタージョンはL・ロン・ハバードと同席したことがあり、それを語り草にしていた。それによるとハバードは誰かと口論して激高し「俺たちゃ、つまらんサイエンス・フィクションなんぞを書いて糊口をしのいでいるが、全く時間の無駄だ! 金が欲しけりゃ宗教を始めなきゃだめだ!」と言ったという。
スタージョンはギターを弾き音楽を作ることがあった。それをSF大会で披露したこともある。
スタージョンは3回結婚し、他に長期婚外関係が2回あり、7人の子の父親となっている。
スタージョンはパイプ愛好者だった。しかし、死因となった肺繊維症は商船の船員時代に石綿を吸い込んだためと見られている。

## 受賞歴
- 1954年、『人間以上』"More Than Human"で国際幻想文学大賞を受賞。
- 1971年、「時間のかかる彫刻」"Slow Sculpture" でヒューゴー賞短篇部門を受賞。

## 主な著作

### 長篇
- The Dreaming Jewels (1950) 
  - 『夢みる宝石』 永井淳訳、早川書房 世界SF全集第16巻（1969年）に収録。のちハヤカワ文庫 1979年、新版2006年。
  - 『夢みる宝石』 川野太郎訳、ちくま文庫、2023年。ISBN 4480439137
- More Than Human (1953) 
  - 『人間以上』 矢野徹訳、早川書房  ハヤカワ・SF・シリーズ 1963年。のちハヤカワ文庫 1978年。
- The Cosmic Rape (1958)
  - 『コスミック・レイプ』 鈴木晶訳、サンリオ〈サンリオSF文庫〉、1980年
- Venus Plus X (1960)
  - 『ヴィーナス・プラスX』 大久保譲訳、国書刊行会〈未来の文学〉、2005年。
- Some of Your Blood (1961)
  - 『きみの血を』 山本光伸訳、早川書房 ハヤカワ・ミステリ 1971年。のちハヤカワ文庫NV、2003年。
- Voyage to the Bottom of the Sea (1961)
  - 『原子力潜水艦シービュー号』（創元推理文庫 1965） - 映画『地球の危機』のノヴェライズ。同じ設定のテレビドラマ『原子力潜水艦シービュー号』もあるが、こちらのノヴェライズは別にある。

### 短篇集
- E Pluribus Unicorn (1953)
  - 『一角獣・多角獣』 小笠原豊樹訳、早川書房〈異色作家短篇集〉、1964 / 新版2005年 - 原書から一部作品を割愛
- A Touch of Strange (1958)
  - 『奇妙な触れ合い』高橋豊訳. 早川書房（ハヤカワSFシリーズ) 1969
- Sturgeon Is Alive and Well (1971)
  - 『時間のかかる彫刻』 大村美根子訳、東京創元社〈創元SF文庫〉、2004年 - 『スタージョンは健在なり』（サンリオSF文庫、1983年）を改題
- 『不思議のひと触れ』 大森望編、大森望・白石朗訳、河出書房新社〈奇想コレクション〉、2003年 - 日本オリジナル→のち河出文庫、2009年
- 『海を失った男』 若島正編、若島正・吉村満美子・霜島義明・今本渉・大森望訳、晶文社、2003年 / 河出書房新社〈河出文庫〉、2008年 - 日本オリジナル
- 『輝く断片』 大森望編、大森望・伊藤典夫・柳下毅一郎訳、河出書房新社〈奇想コレクション〉、2005年 - 日本オリジナル→のち河出文庫、2010年
- 『［ウィジェット］と［ワジェット］とボフ』 若島正編、若島正・小鷹信光・霜島義明・宮脇孝雄訳、河出書房新社〈奇想コレクション〉、2007年 - 日本オリジナル→のち河出文庫、2010年
- The Complete Short Stories of Theodore Sturgeon ポール・ウィリアムズ編

1. The Ultimate Egoist (1937 to 1940)
2. Microcosmic God (1940 to 1941)
3. Killdozer (1941 to 1946) - 表題作は映画『殺人ブルドーザー』の原作
4. Thunder and Roses (1946 to 1948)
5. The Perfect Host (1948 to 1950)
6. Baby is Three (1950 to 1952)
7. A Saucer of Loneliness (1953)
8. Bright Segment (1953 to 1955, as well as two "lost" stories from 1946)
9. And Now the News... (1955 to 1957)
10. The Man Who Lost the Sea (1957 to 1960)
11. The Nail and the Oracle (1961 to 1969)

### 短編
- 『もしすべての男が兄弟なら、君は自分の姉妹をそのなかのひとりと結婚させるか?』